# Słupice (Łagiewniki)

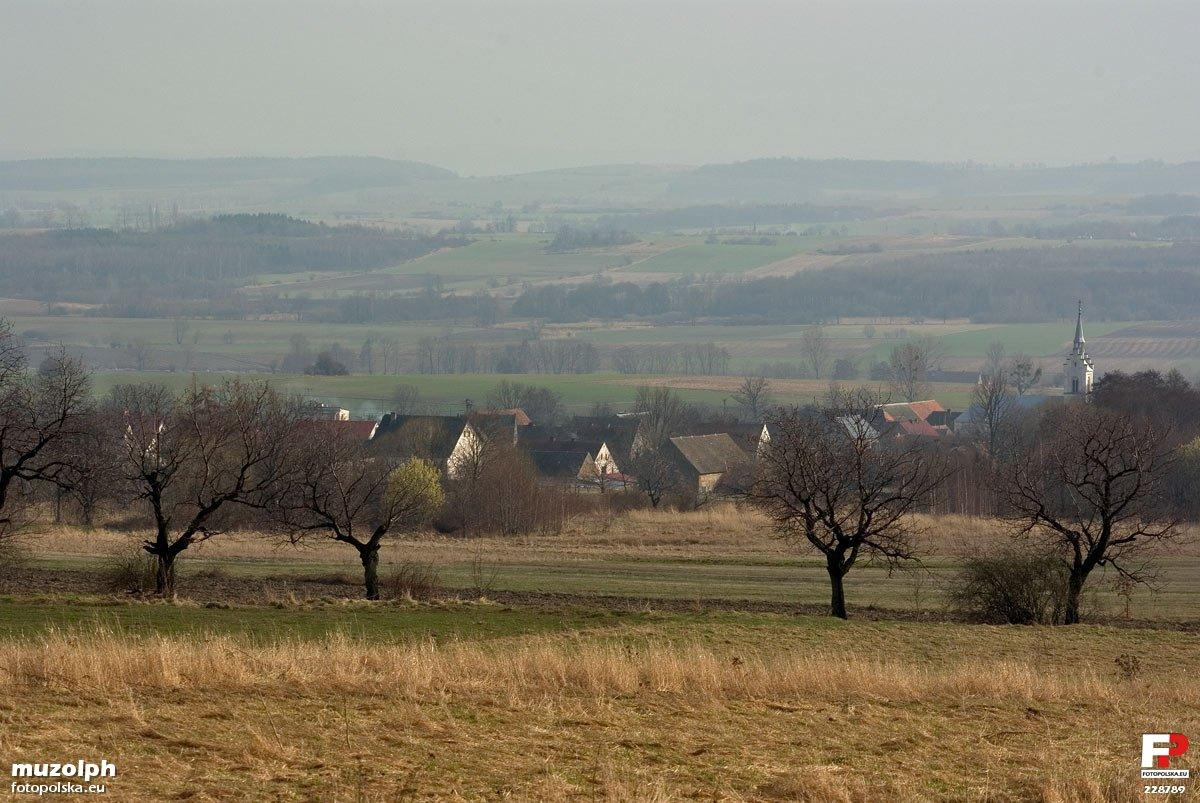
Słupice

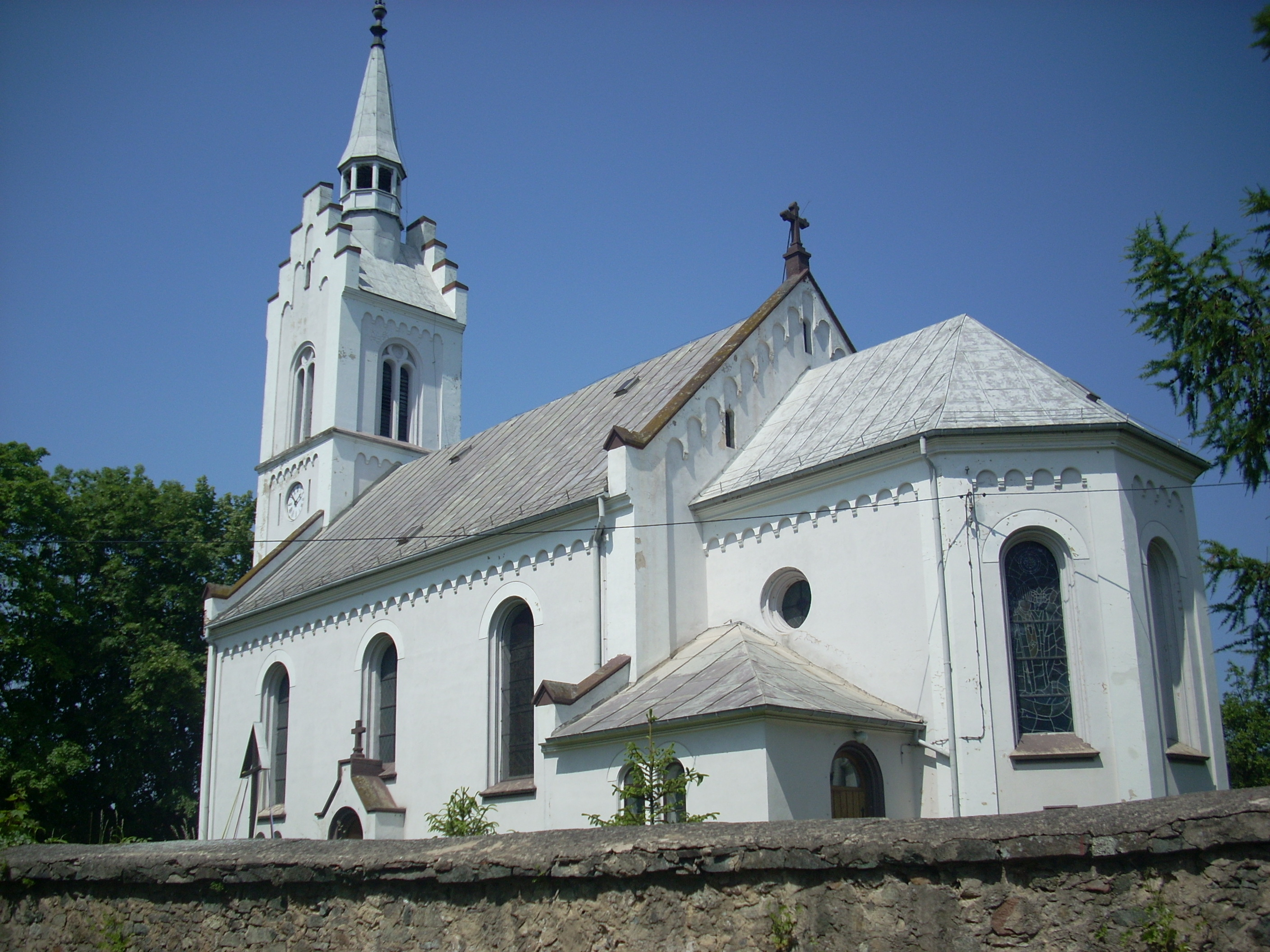
Erzengel-Michaels-Kirche

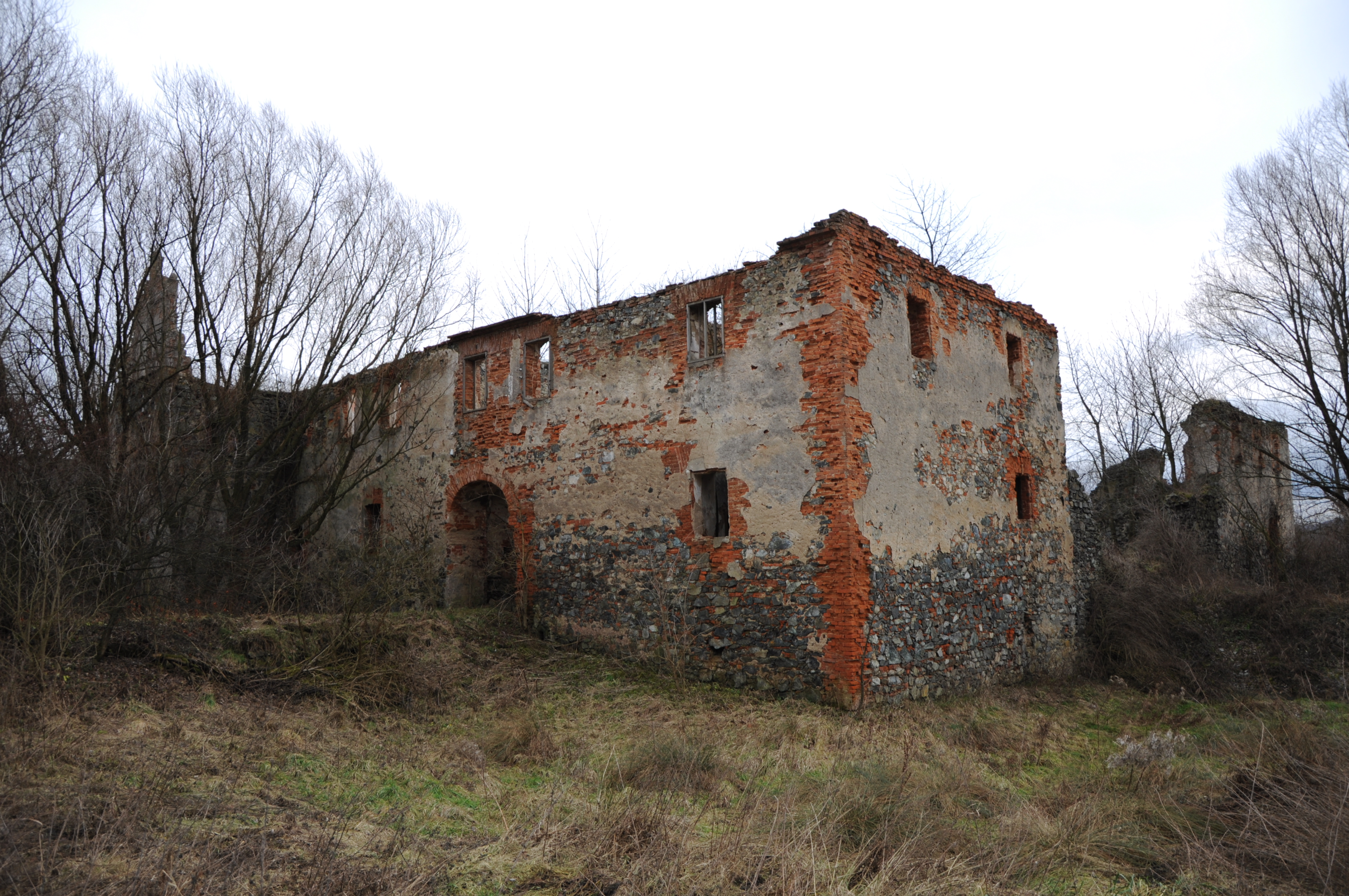
Schlossruine

Słupice (deutsch Schlaupitz) ist ein Ort in der Landgemeinde Łagiewniki im Powiat Dzierżoniowski der Woiwodschaft Niederschlesien in Polen.

## Lage
Słupice liegt etwa acht Kilometer westlich von Łagiewniki, 18 Kilometer nordöstlich von Dzierżoniów (Reichenbach) und 41 Kilometer südwestlich von Breslau. 
Nachbarorte sind Domanice (Domanze) im Norden, Uliczno im Westen, Jaźwina (Langseifersdorf) im Südwesten und Młynica (Mellendorf) im Osten. 

## Geschichte
Erstmals urkundlich erwähnt wurde „Slupicz“ im Jahre 1368. Damals gehörte es dem Johann von Logau. 1392 ist Hannes von Logau als Besitzer belegt. Dessen Nachkommen blieben bis zum Beginn des 17. Jahrhunderts im Besitz von Schlaupitz. Danach gelangte es an die Herren Schönaich-Carolath. Um 1610 vereinte Georg von Schoenaich Schlaupitz und Mellendorf zu einer kleinen Majoratsherrschaft.
Nach dem Ersten Schlesischen Krieg fiel Schlaupitz 1741/42 mit dem größten Teil Schlesiens an Preußen. Die alten Verwaltungsstrukturen wurden aufgelöst und Schlaupitz in den Landkreis Reichenbach eingegliedert, mit dem es bis 1945 verbunden blieb.
1765 gehörte Schlaupitz dem Generalmajor Karl von Schönaich. 1785 bestand das Dorf aus einem Vorwerk, einer katholischen Kirche, die seit der Reformation bis zum 19. März 1654 evangelisch war, einem Pfarrhaus und zwei Schulhäusern, 15 Bauern, 28 Gärtnern, 15 Häuslern, drei Wassermühlen und einer Windmühle und 451 Einwohnern. Mitte des 19. Jahrhunderts gehörte es Friedrich Prinz von Carolath-Schöneich, Besitzer der Herrschaft Saabor, Majoratsherr von Mellendorf und Amtitz.
1845 zählte Schlaupitz 114 Häuser, ein herrschaftliches Wohnhaus, ein Vorwerk, eine einzelne Schäferei, 739 Einwohner (228 katholisch), evangelische Kirche zu Langenöls, eine evangelische Schule, eine katholische Pfarrkirche unter dem Patronat der Grundherrschaft, ein Pfarrwidum mit 92 Morgen Acker, 5 1/2 Morgen Wiesen; eingepfarrt: Schlaupitz, Jentschwitz, Mellendorf und im Kreis Nimptsch: Karlsdorf, Klein-Kniegnitz mit Schieferstein, Weinberg; eine katholische Schule, die auch Jentschwitz und Mellendorf zuständig war, drei Wassermühlen mit sechs Einwohnern, eine Windmühle, 21 Baumwoll- und drei Leinwebstühle, 30 Handwerker, 19 Händler und 297 Rinder.
Als Folge des Zweiten Weltkriegs fiel Schlaupitz mit dem größten Teil Schlesiens 1945 an Polen. Nachfolgend wurde es in Słupice umbenannt. Die deutsche Bevölkerung wurde – soweit sie nicht vorher geflohen war – vertrieben. Die neu angesiedelten Bewohner waren teilweise Zwangsumgesiedelte aus Ostpolen, das an die Sowjetunion gefallen war. Der Besitz der Familie zu Schönaich-Carolath wurde vom polnischen Staat konfisziert.

## Sehenswürdigkeiten
- Römisch-katholische Erzengel-Michaels-Kirche, 1368 erstmals erwähnt, seit ca. 1530 evangelisch, am 19. März 1654 den Lutheranern entzogen, die sich seither zur evangelischen Pfarrkirche in Langenöls hielten, heutiger Bau von 1889 bis 1890 im neuromanischen Stil errichtet, im 20. Jahrhundert renoviert, zur Pfarrkirche gehört ein Pfarrhaus aus dem 18. Jahrhundert.
- Schlossruine Schlaupitz, vermutlich wurde der Ostflügel in der ersten Hälfte des 16. Jahrhunderts an der Stelle eines früheren Herrensitzes erbaut, der dritte südliche Flügel kam in den 1690er Jahren hinzu; nach 1945 verfallen, nur die Außenmauern und ein Teil der Innenwände sind bis heute erhalten.[3]

## Persönlichkeiten
- Georg von Logau (um 1495–1553), deutscher Humanist, Dichter und Diplomat, möglicherweise in Schlaupitz geboren
- Georg Philipp Freiherr von Schönaich (1704–1790), preußischer Generalmajor, Erbherr auf Schlaupitz und Mellendorf